# Davor Garić
Davor Garić (Slavonski Brod, 26. veljače 1981.) je hrvatski glumac, pjevač i novinar. Kao pjevač poznat je pod pseudonimom Garinho.

## Karijera
Garić je rođen 26. veljače 1981. u Slavonskom Brodu. Godine 2005. pojavio se u 17 epizoda hrvatske telenovele "Villa Maria", a 2005. – 2006. se pojavio u 27 epizoda serije "Ljubav u zaleđu". 2012. je odglumio ulogu mornara u filmu "Noćni brodovi" Igora Markovića. Glazbenu karijeru započeo je na ljeto 2014. kad je objavio duet s Nives Celzijus zvan Opa, romantika pod pseudonimom Garinho.

## Filmografija

### Televizijske uloge
- "Na granici" kao Robi (2019.)
- "Zora dubrovačka" kao časnik na brodu (2013.).
- "Larin izbor" kao Detektiv (2011.).
- "Pod sretnom zvijezdom" kao diler Mišo (2011.).
- "Urota" kao operativac POA-e Dražen (2008.).
- "Zakon ljubavi" kao državni odvjetnik (2008.).
- "Ponos Ratkajevih" kao Nikola (2007.).
- "Obični ljudi" kao Jan Janković (2006.).
- "Ljubav u zaleđu" kao Zvonko Babić (2005. – 2006.)
- "Villa Maria" kao Martin Butorac (2005.)

### Filmske uloge
- Noćni Brodovi kao mornar (2012.)

## Diskografija

### Singlovi
- Opa, romantika (featuring Nives Celzijus) (2014.)